# Барсуки (Кармановське сільське поселення)
Барсуки (рос. Барсуки) — присілок Гагарінського району Смоленської області Росії. Входить до складу Кармановського сільського поселення.
Населення — 8 осіб (2007 рік).